# Fortitudo Bologna
El Fortitudo Pallacanestro Bologna 103, conocido también por motivos de patrocinio como Pompea Fortitudo Bologna, es un equipo de baloncesto italiano con sede en la ciudad de Bolonia, que compite en la Serie A, la máxima categoría del baloncesto en Italia. Disputa sus partidos en el Unipol Arena, con capacidad para 11 000 espectadores. 
Fue fundado en 1932, siendo el segundo club de baloncesto de la ciudad tras la Virtus Bologna, con la que mantenía una fuerte rivalidad. La temporada 2009-2010 que disputó en la Divisione Nazionale A fue su última temporada como Fortitudo Pallacanestro Bologna, volviéndose a fundar en 2013.

## Historia
Fortitudo en gran parte de su historia jugó un papel secundario en su propia ciudad siendo el archirrival de la Virtus Bolonia. Fortitudo ganó su primer trofeo importante en 1998, ganando la Copa de Italia.
Fortitudo llegó a la final del Campeonato de diez años consecutivos (del 1997 al 2006). Después de tres finales y tres derrotas consecutivas, Fortitudo ganó el Campeonato de la Liga italiana por primera vez en 2000. Los cuatro finales consecutivas perdidas fueron seguidas por el segundo título de Liga del Fortitudo en 2005, gracias a la victoria por 3-1 sobre el Armani Jeans Milano en la serie final, donde gracias al instante replay se confirmó el buzze-beater del escolta panameño Rubén Douglas en el cuarto partido
En los últimos años, Fortitudo había sido un fijo en la Euroliga, el equivalente en el baloncesto de la Liga de Campeones en el fútbol. El primer logro del Fortitudo en las competiciones europeas fue la participación en la final de la Copa Korać del 77 contra Jugoplastika Split. Llegó a la Final Four de la Euroliga en 1999 (perdió tanto en la semifinal contra el Kinder Bolonia y en el partido por el tercer puesto contra Olympiacos B.C.) y a la semifinal de los playoffs de la Euroliga en 2001 (otra vez eliminados por los eternos rivales de la Virtus). El club perdió en la final de la Euroliga en 2004 contra Maccabi Tel Aviv B.C. por 44 puntos, después de derrotar a Montepaschi Siena en el día antes en la semifinal. Sin embargo, tuvieron una temporada mediocre en la 2006-07, terminando 13.º de 18 equipos después de cambiar de entrenador tres veces. Sin embargo, se clasificaron para la Eurocup para la temporada 2007-08, ya que se basan en el rendimiento durante un período de tres años, y las actuaciones pasadas del Fortitudo se vieron compensandas por su decepcionante campaña 2006-07.
Debido a las dificultades financieras, el 14 de julio de 2012, la FIP oficializó la disolución del club y suspende el número de código del afiliado 103, al no aceptar la solicitud de la empresa. Este evento marcó el final de la larga historia de la Fortitudo. El 18 de junio de 2013, un grupo de empresarios locales, profesionales y aficionados han incorporado un nuevo club, Fortitudo Bologna 103, que ahora está inscrito en la liga menor italiana DNB. Fortitudo se apoya en la base de fanes más grande y más devotos de toda la liga de baloncesto italiano. El grupo más conocido de los aficionados, la Fossa dei Leoni (literalmente, "Leones") han apoyado al Fortitudo en Italia y en Europa desde 1970.
El 31 de marzo de 2019 el club consigue matemáticamente el ansiado ascenso a la Serie A.

## Patrocinadores del club
Pese a que el nombre oficial del club es Fortitudo Pallacanestro Bologna, el primer equipo a menudo es y ha sido denominado con el nombre de la empresa que lo ha patrocinado. A lo largo de la historia el club ha sido también conocido por las siguientes denominaciones: 
| - Ferm: 1962-1965 - Cassera: 1965-1968 - Eldorado: 1968-1971 - Alco: 1971-1978 - Mercury: 1978-1980 - I&B: 1980-1981 - Lattesole: 1981-1983 - Yoga: 1983-1988 - Arimo: 1988-1990 | - Aprimatic: 1990-1991 - Mangiaebevi: 1991-1993 - Fortitudo: 1993 - Filodoro: 1993-1995 - Teamsystem: 1995-1999 - Paf: 1999-2001 - Skipper: 2001-2004 - Climamio: 2004-2007 - UPIM: 2007-2008 | - GMAC Real Estate IPG: 2008-2009 - Amori: 2009-2010 - Tulipano: 2013-2014 - Eternedile: 2014-2016 - Kontatto: 2016-2017 - Consultinvest: 2017-2018 - LavoroPiù: 2018- |

## Posiciones en Liga
| Temporada                                   | Nivel                         | Liga                          | Pos.                          | J                             | PL                            | Resultado                     |
| ------------------------------------------- | ----------------------------- | ----------------------------- | ----------------------------- | ----------------------------- | ----------------------------- | ----------------------------- |
| Fortitudo Pallacanestro Bologna (1932-2012) |                               |                               |                               |                               |                               |                               |
| 1979-80                                     | 2                             | Serie A2                      | 2                             | 18-8                          |                               | Ascenso                       |
| 1980-81                                     | 1                             | Lega Basket Serie A           | 9                             | 14-18                         |                               |                               |
| 1981-82                                     | 1                             | Lega Basket Serie A           | 8                             | 15-17                         | 0-2                           | Octavos de final              |
| 1982-83                                     | 1                             | Lega Basket Serie A           | 14                            | 8-22                          |                               | Descenso                      |
| 1983-84                                     | 2                             | Serie A2                      | 3                             | 19-11                         |                               | Ascenso                       |
| 1984-85                                     | 1                             | Lega Basket Serie A           | 14                            | 9-21                          |                               | Descenso                      |
| 1985-86                                     | 2                             | Serie A2                      | 2                             | 20-10                         |                               | Ascenso                       |
| 1986-87                                     | 1                             | Lega Basket Serie A           | 12                            | 12-18                         |                               | Descenso                      |
| 1987-88                                     | 2                             | Serie A2                      | 1                             | 25-5                          |                               | Ascenso                       |
| 1988-89                                     | 1                             | Lega Basket Serie A           | 7                             | 17-13                         | 3-2                           | Cuartos de final              |
| 1989-90                                     | 1                             | Lega Basket Serie A           | 12                            | 14-16                         |                               | Desciende                     |
| 1991-92                                     | 2                             | Serie A2                      | 12                            | 12-18                         |                               |                               |
| 1991-92                                     | 2                             | Serie A2                      | 13                            | 12-18                         |                               |                               |
| 1992-93                                     | 2                             | Serie A2                      | 4                             | 18-12                         |                               | Ascenso                       |
| 1993-94                                     | 1                             | Lega Basket Serie A           | 6                             | 19-11                         | 3-3                           | Cuartos de final              |
| 1994-95                                     | 1                             | Lega Basket Serie A           | 2                             | 23-9                          | 3-3                           | Semifinales                   |
| 1995-96                                     | 1                             | Lega Basket Serie A           | 2                             | 22-10                         | 6-5                           | Finalista                     |
| 1996-97                                     | 1                             | Lega Basket Serie A           | 2                             | 17-9                          | 10-6                          | Finalista                     |
| 1997-98                                     | 1                             | Lega Basket Serie A           | 2                             | 21-5                          | 8-3                           | Finalista                     |
| 1998-99                                     | 1                             | Lega Basket Serie A           | 1                             | 22-4                          | 5-4                           | Semifinales                   |
| 1999-00                                     | 1                             | Lega Basket Serie A           | 1                             | 27-3                          | 9-1                           | Campeón(1)                    |
| 2000-01                                     | 1                             | Lega Basket Serie A           | 3                             | 24-10                         | 6-3                           | Finalista                     |
| 2001-02                                     | 1                             | Lega Basket Serie A           | 1                             | 29-7                          | 6-5                           | Finalista                     |
| 2002-03                                     | 1                             | Lega Basket Serie A           | 6                             | 18-16                         | 9-6                           | Finalista                     |
| 2003-04                                     | 1                             | Lega Basket Serie A           | 2                             | 25-9                          | 6-3                           | Finalista                     |
| 2004-05                                     | 1                             | Lega Basket Serie A           | 2                             | 25-9                          | 9-2                           | Campeón(2)                    |
| 2005-06                                     | 1                             | Lega Basket Serie A           | 1                             | 27-7                          | 7-5                           | Finalista                     |
| 2006-07                                     | 1                             | Lega Basket Serie A           | 13                            | 13-21                         |                               |                               |
| 2007-08                                     | 1                             | Lega Basket Serie A           | 8                             | 17-17                         | 0-3                           | Cuartos de final              |
| 2008-09                                     | 1                             | Lega Basket Serie A           | 15                            | 10-20                         |                               | Descenso                      |
| 2009-10                                     | 3                             | Serie A Dilettanti            | 2                             | 24-4                          |                               | Ascenso                       |
| 2010-11                                     | Excluido de las competiciones | Excluido de las competiciones | Excluido de las competiciones | Excluido de las competiciones | Excluido de las competiciones | Excluido de las competiciones |
| BiancoBlù Basket Bologna                    |                               |                               |                               |                               |                               |                               |
| 2011-12                                     | 2                             | Legadue                       | 13                            | 14-14                         |                               |                               |
| 2012-13                                     | 2                             | Legadue                       | 9                             | 14-14                         |                               | Descenso                      |
| Fortitudo Pallacanestro Bologna 103         |                               |                               |                               |                               |                               |                               |
| 2013-14                                     | 4                             | DNB                           | 2                             | 22-8                          | 1-3                           | Cuartos de final grupo A      |
| 2014-15                                     | 3                             | Serie B                       | 3                             | 20-8                          | 9-0                           | Ascenso                       |
| 2015-16                                     | 2                             | Serie A2                      | 7                             | 18-12                         | 11-4                          | Finalista                     |
| 2016-17                                     | 2                             | Serie A2                      | 5                             | 18-12                         | 8-5                           | Semifinales                   |
| 2017-18                                     | 2                             | Serie A2                      | 2                             | 21-9                          | 7-4                           | Semifinales                   |

fuente:eurobasket.com

## Palmarés

### Títulos internacionales
- No ganó nunca ningún título internacional, aunque fue una vez subcampeón de la Copa Korac (en 1977, perdió la final ante la Jugoplástika Split) y una vez subcampeón de la Euroliga (en el 2004, perdió la final ante el Maccabi Tel Aviv por 118-74).

### Títulos nacionales
- 2 Liga Italiana de Baloncesto: 2000 y 2005.
- 1 Copa Italiana de Baloncesto: 1998.
- 2 Supercopa de Italia de Baloncesto: 2000 y 2005.
- 1 Divisione Nazionale A: 2010.

## Jugadores destacados
| - Tomas van den Spiegel - Haris Mujezinović - Dalibor Bagarić - Emilio Kovačić - Davor Marcelić - Damir Mulaomerović - Mate Skelin - Stojan Vranković - Zoran Vrkić - Luboš Bartoň - Martin Rančík - Iker Iturbe - Hanno Möttölä - Tariq Abdul-Wahad - Yakhouba Diawara - Alain Digbeu - Jerome Moiso - Andrew Betts - Steffen Hamann - Lazaros Papadopoulos - Daniele Albertazzi - Gianluca Basile - Marco Belinelli - Roberto Chiacig - Andrea Dallamora - Alessandro De Pol - Vincenzo Esposito - Alessandro Frosini - Corrado Fumagalli - Giacomo Galanda - Nestoras Kommatos - Stefano Mancinelli - Moris Masetti - Andrea Meneghin - Andrea Pecile - Gianmarco Pozzecco - Kristaps Janičenoks - Valdemaras Chomičius - Artūras Karnišovas - Eurelijus Žukauskas - Vlado Šćepanović |  | - Ruben Douglas - Kieron Achara - Teoman Alibegović - Sani Bečirovič - Gregor Hafnar - Goran Jurak - Erazem Lorbek - Marko Milič - Uroš Slokar - Matjaž Smodiš - Aleksandar Đorđević - Marko Jarić - Zoran Savić - Miloš Vujanić - Vincent Askew - Gene Banks - Earl Barron - Anthony Bowie - Mike Brown - John Celestand - Dallas Comegys - Vinny Del Negro - John Douglas - Tyus Edney - Dave Feitl - Joseph Forte - Bill Garnett - Kiwane Garris - Eddie Gill - Artis Gilmore - Anthony Goldwire - Jamont Gordon - Nate Green - Ricky Harris - Robert Hite - Cedrick Hordges - Jerome James - Horace Jenkins - Amal McCaskill - Dan McClintock - Chris McNealy |  | - Conrad McRae - Eric Murdock - Pete Myers - Moochie Norris - Marque Perry - David Rivers - Rumeal Robinson - Alex Scales - Preston Shumpert - D.J. Strawberry - James Thomas - Shaun Vandiver - Travis Watson - Dominique Wilkins - Qyntel Woods - Óscar Torres - Carlos Delfino - Carlos Raffaelli - Marcelinho Huertas - Vasil Evtimov - Gregor Fučka - Spencer Nelson - A.J. Guyton - Wallace Bryant - Isaac Austin - David Blu - Anthony Binetti - Brett Blizzard - George Bucci - Dante Calabria - Dan Gay - Carlton Myers - Tomas Ress |